# Sabrina Fortune
Sabrina Fortune (née le 25 mai 1997) est une athlète paralympique britannique originaire du Pays de Galles, qui participe à des épreuves de lancer de catégorie F20. Elle est médaillée de bronze aux Jeux paralympiques d'été de 2016 au lancer du poids, médaillée d'or aux Championnats du monde de para-athlétisme de 2019, également au lancer du poids, et championne paralympique aux Jeux paralympiques d'été de 2024 dans cette même discipline.

## Biographie
Sabrina Fortune est originaire de Bryn-y-baal, Mold dans le nord du Pays de Galles, souffre de dyspraxie verbale, ce qui lui rend la communication difficile. Sa maladie entraîne une légère déficience intellectuelle. Elle a fréquenté le lycée d'Argoed, après quoi elle a étudié la gestion hôtelière au Coleg Cambria à Wrexham.

### Carrière
Elle a eu l'idée de se lancer dans l'athlétisme après avoir vu son frère concourir. Elle rejoint un club à l'âge de onze ans en 2008 et commence à concourir lors de rencontres locales. En 2014, elle va à São Paulo pour participer aux Jeux scolaires paralympiques brésiliens, remportant l'or au lancer du poids F20. Cette année-là, elle a également participé à son premier Grand Prix IPC, à Grosseto, en Italie. L'année suivante, Fortune est sélectionnée dans l'équipe de Grande-Bretagne pour participer aux Championnats du monde d'athlétisme IPC 2015 à Doha, en participant à l'épreuve du lancer du poids. Son lancer de 12,14 m lui permet de terminer à la quatrième place.
En 2016, en préparation des Jeux paralympiques de Rio, Fortune retourne à Grosseto, cette fois pour participer aux Championnats d'Europe d'athlétisme handisport 2016 (en). Une distance de 12,14 m lui permet de terminer à nouveau quatrième au lancer du poids. Les résultats de Fortune lui valent d'être sélectionnée pour l'équipe britannique aux Jeux paralympiques d'été de 2016, en compétition au lancer du poids. Elle participe à la finale le 10 septembre en obtenant un record personnel de 12,94 m pour remporter la médaille de bronze, devenant ainsi la première athlète galloise des jeux à atteindre le podium. Elle y devancée par la polonaise Ewa Durska qui bat un record du monde et par l'ukrainienne Anastasiia Mysnyk.
Fortune remporte la médaille d'or au lancer du poids F20 aux Championnats d'Europe d'athlétisme handisport 2018 à Berlin, avec un lancer record du championnat de 13,30 m. Fortune remporte la médaille d'or au lancer du poids F20 aux Championnats du monde d'athlétisme handisport 2019 à Dubaï, avec un lancer record du championnat de 13,91 m.
En juin 2021, elle fait partie de la première douzaine d'athlètes sélectionnés pour les équipes d'athlétisme du Royaume-Uni aux Jeux paralympiques de 2020 reportés de Tokyo Elle se classe cinquième au lancer du poids paralympique F20 de 2020, avec une distance de 13,56 m. Elle remporte ensuite la médaille d'or aux championnats du monde d'athlétisme handisport 2023 de Paris et de 2024 de Kobe. Aux Jeux paralympiques d'été de 2024 de Paris, elle devient championne paralympique du lancer du poids F20 devançant aux lancers la française Gloria Agblemagnon et l'équatorienne Poleth Méndes,. Elle y établit un record du monde dès son premier lancer avec un jet de 15,12 m,.